# Ines Balcik
Ines Balcik (* 1960) ist eine deutsche Sprach- und Kulturwissenschaftlerin und Arabistin. Als Sachbuchautorin schreibt sie vor allem über Grammatik, Rechtschreibung und Zeichensetzung.

## Leben und Wirken
Ines Balcik studierte Galloromanistik, Arabistik und Volkswirtschaftslehre an der Justus-Liebig-Universität Gießen. Nach Abschluss ihres Studiums arbeitete sie am Institut für Geschichte der Arabisch-Islamischen Wissenschaften (IGAIW) der Goethe-Universität Frankfurt und wirkte dort unter anderem an der 21-bändigen Bibliographie zur deutschsprachigen Arabistik und Islamkunde mit, erschienen 1990 bis 1995.
Seit 2000 setzt sich Ines Balcik aufgrund ihrer eigenen Familiensituation mit dem Ramadankalender für Kinder, dessen Erfindung ihr zugeschrieben wird, für interkulturelle Verständigung ein. Die Idee der Ramadankalender mit 30 Türen und dem Nasreddin Hodscha fand im Lauf der Jahre zahlreiche Nachahmer und ist inzwischen weit verbreitet, aber auch umstritten.
Ines Balcik ist Mitglied im Verband der Freien Lektorinnen und Lektoren (VFLL), im Selfpublisher-Verband und im Netzwerk Texttreff und arbeitet als freie Lektorin für Unternehmen und für Selfpublisher.

## Werke

### Sachbücher
- mit Klaus Röhe: Deutsche Grammatik und Rechtschreibung. Die wichtigsten Regeln – einfach und verständlich. PONS, Stuttgart 2004, ISBN 978-3-12-560627-2; neuere, erweiterte Ausgaben: 2006, ISBN 978-3-12-560647-0; 2010, ISBN 978-3-12-561423-9; 2013: ISBN 978-3-12-561779-7; 2017, ISBN 978-3-12-562860-1
- Zweifelsfrei Deutsch. Band 2: Grammatik. PONS, Stuttgart 2007, ISBN 978-3-12-561397-3
- Grammatik kurz & bündig Arabisch. Einfach, verständlich, übersichtlich. PONS, Stuttgart 2008, ISBN 978-3-12-561412-3; neuere, erweiterte Ausgaben: 2012, ISBN 978-3-12-561439-0; 2016, ISBN 978-3-12-562836-6; 2020, ISBN 978-3-12-562291-3
- mit Klaus Röhe, Verena Wróbel: Die große Grammatik Deutsch. Das umfassende Nachschlagewerk. Ausführliche Beschreibung der deutschen Grammatik, einfach und verständlich. Extra: Regeln zu Rechtschreibung und Zeichensetzung. PONS, Stuttgart 2009, ISBN 978-3-12-561561-8
- mit Klaus Röhe, Verena Wróbel: Die große Grammatik Deutsch. Die umfassende Grammatik für Beruf, Schule und Allgemeinbildung. PONS, Stuttgart 2016, ISBN 978-3-12-562861-8
- mit Jürgen Folz, Klaus Röhe: Perfektes Deutsch. Der Ratgeber in sprachlichen Zweifelsfällen. Einfache Erklärungen und Tipps zu Grammatik, Rechtschreibung, Wortbedeutung und Stil. Extra: mit vielen Tests. PONS, Stuttgart 2009, ISBN 978-3-12-561562-5
- 250 Wortschatz-Übungen Deutsch als Fremdsprache. Für Anfänger und Fortgeschrittene. Mit ausführlichen Lösungen [Niveau A1–B2]. PONS, Stuttgart 2014, ISBN 978-3-12-562673-7; weitere Ausgabe 2017, ISBN 978-3-12-562947-9

### Sprachkalender
- seit 2011 jährlich mit Elke Hesse: Tagesabreißkalender Duden Auf gut Deutsch! Rechtschreibung, Grammatik und Wortwahl einfach erklärt. Athesia Kalenderverlag, Dortmund 2022, ISBN 978-3-8400-2859-5, seit 2024 unter dem Titel Wie viele Os hat der Zoologe? Wegweiser durch die Tücken der deutschen Sprache. Athesia Kalenderverlag, Dortmund 2024, ISBN 978-3-8400-3324-7

### Kinderbücher
- Dreißig und ein Tag. Mit Nasreddin Hodscha durch den Ramadan. 9 Nasreddin-Hodscha-Karikaturen von Ömer Faruk Gözelel, BoD, Norderstedt 2002, ISBN 978-3-8311-3760-2
- (Hrsg.) Jetzt schreiben wir! Ausgewählte Beiträge zum Kandil-Schreibwettbewerb für Kinder und Jugendliche. BoD, Norderstedt 2010, ISBN 978-3-8391-7145-5